# Politisches Archiv des Auswärtigen Amts
Das Politische Archiv des Auswärtigen Amts (PA AA) wurde 1920 gegründet und erhielt 1924 seinen noch heute gültigen Namen. Es ist ein Ressortarchiv des Bundes, das die Quellen zur deutschen Außenpolitik von der Gründung des Norddeutschen Bundes (1867) bis heute verwahrt.

## Geschichte und Zuständigkeit
Nach dem Ersten Weltkrieg wurden 1920 – ein Jahr nach Gründung des Reichsarchivs – im Zuge der Reform des Auswärtigen Amtes die Unterlagen der aufgelösten Politischen Abteilung aus dem ehemaligen Zentral- und Depeschenbüro in ein „Hauptarchiv“ überführt, das 1924 den Namen „Politisches Archiv“ erhielt. Diese Akten politischen Inhalts – insgesamt rund 20.000 Bände – bildeten den Grundstock des neugegründeten Archivs und wurden im Laufe der Zeit durch die Unterlagen anderer Abteilungen und der Auslandsvertretungen ergänzt. Die Überlieferung beginnt zeitlich gesehen mit den Akten des preußischen Ministeriums der Auswärtigen Angelegenheiten.
Ab 1943 wurden die Bestände des Politischen Archivs zum Schutz vor Luftangriffen ausgelagert. Durch Kriegseinwirkungen wurden dennoch Aktenbestände zerstört, darunter Akten, die nach einer Reorganisation des Auswärtigen Amts 1936 entstanden waren und für eine Auslagerung nicht in Frage kamen, da sie in den jeweiligen Referaten noch benötigt wurden.
Der Hauptteil der ausgelagerten Bestände wurde nach Kriegsende von den Alliierten beschlagnahmt, 1948 nach Großbritannien gebracht und dort wissenschaftlich ausgewertet. Im Rahmen dieser Maßnahme kam es zu einer umfassenden Katalogisierung und Verfilmung der Bestände. Bei der Wiederbegründung des Politischen Archivs 1951 konnte man zunächst nur über die bereits zurückgegebenen Personal- und Haushaltsakten des „Alten Amts“ verfügen. Zwischen 1956 und 1958 wurden dann auch die übrigen von den Westalliierten beschlagnahmten und ausgelagerten Bestände zurückgegeben. Der 1945 von der Sowjetunion beschlagnahmte Teil der im Krieg ausgelagerten Bestände gelangte erst nach der Wiedervereinigung über das Zentrale Staatsarchiv der DDR in das Bundesarchiv.
Mit der deutschen Wiedervereinigung im Jahr 1990 übernahm das Politische Archiv die Akten des Ministeriums für Auswärtige Angelegenheiten (MfAA) ebenso wie die völkerrechtlichen Verträge der ehemaligen DDR. Mit dem Umzug des Auswärtigen Amts von Bonn nach Berlin im Jahr 2000 wurden beide Archive im ehemaligen Reichsbankgebäude auch räumlich zusammengeführt.

## Gesetzliche Grundlagen
Die Rechtsgrundlagen des Politischen Archivs basieren auf dem Gesetz über den Auswärtigen Dienst, dem Gesetz über die Sicherung und Nutzung von Archivgut des Bundes und der Benutzungsordnung.
Das Gesetz über den Auswärtigen Dienst (GAD) vom 30. August 1990 (BGBl. I, S. 1842) trat am 1. Januar 1991 in Kraft und wurde zuletzt geändert durch Artikel 5 des Gesetzes vom 14. November 2011 (BGBl. I, S. 2219); es regelt in § 10 Rechtsstellung, Zuständigkeit und Aufgaben des Politischen Archivs des Auswärtigen Amts. Das Gesetz über die Sicherung und Nutzung von Archivgut des Bundes (Bundesarchivgesetz) vom 6. Januar 1988 (BGBl. I, S. 62) trat am 15. Januar 1988 in Kraft und wurde zuletzt geändert durch § 13 des Informationsfreiheitsgesetzes vom 5. September 2005 (BGBl. I, S. 2722). Die Benutzungsordnung für das Politische Archiv des Auswärtigen Amts vom 5. Dezember 1990 trat am 1. Januar 1991 in Kraft.

## Die Bestände
Die im Politischen Archiv verwahrten Unterlagen haben einen Umfang von rund 26 laufenden Regalkilometern. Neben Akten, die den größten Teil der Bestände ausmachen, finden sich in der archivischen Überlieferung etwa 30.000 völkerrechtliche Verträge, 300 Nachlässe von Diplomaten, 10.000 Fotos und 300 audiovisuelle Trägermedien.
Die Bestände umfassen:
- Akten des Auswärtigen Amts (1867–1945)
- Akten der Auslandsvertretungen (bis 1945)
- Akten des Auswärtigen Amts (1949/1951 bis heute)
- Archiv des Ministeriums für Auswärtige Angelegenheiten der DDR (1949–1990)
- Akten der Auslandsvertretungen der Bundesrepublik Deutschland (1950 bis heute)
- Archiv der völkerrechtlichen Vereinbarungen
- Personalaktenarchiv
- Nachlässe/Handakten von ehemaligen Amtsangehörigen
- Bildersammlung/audiovisuelles Archiv

## Teilausgaben
- Lepsius, Mendelssohn Bartholdy, Thimme (Hrsg.): Die Große Politik der europäischen Kabinette 1871–1914. Berlin 1922–1927
- Kautsky, Graf Montgelas (Hrsg.): Die deutschen Dokumente zum Kriegsausbruch 1914. Charlottenburg 1919
- Scherer, Grunewald (Hrsg.): L'Allemagne et les problèmes de la paix pendant la première guerre mondiale. Paris 1962–1978
- Akten zur deutschen auswärtigen Politik • 1918–1945 • aus dem Archiv des Deutschen Auswärtigen Amtes. Baden-Baden, Imprimiere Nationale, 1950
  - Ergänzungsband zu den Serien A–E. Gesamtpersonenverzeichnis, Portraitphotos und Daten zur Dienstverwendung, Anhänge. Format: VIII, 598 S., zahlr. Illustrationen. Baden-Baden, Imprimiere Nationale, 1995
- Hans-Peter Schwarz (Hrsg.): Adenauer und die Hohen Kommissare. München 1989–1990
- Horst Möller u. a. (Hrsg.): Die Einheit. Das Auswärtige Amt, das DDR-Außenministerium und der Zwei-plus-Vier-Prozess. Göttingen 2015
- Institut für Zeitgeschichte (Hrsg.): Akten zur Auswärtigen Politik der Bundesrepublik Deutschland. München 1993 ff.

## Archivleiter seit 1920
| 1920–1926 | Hermann Meyer-Rodehüser |
| 1926–1933 | Johannes Sass           |
| 1933–1936 | Friedrich Stieve        |
| 1937–1938 | Werner Frauendienst     |
| 1938–1945 | Johannes Ullrich        |
| 1951–1953 | Hans Andres             |
| 1954–1956 | Peter Klassen           |
| 1956–1965 | Johannes Ullrich        |
| 1966–1971 | Heinz-Günther Sasse     |
| 1971–1984 | Nikolaus Weinandy       |
| 1984–1996 | Heinz Waldner           |
| 1996–2003 | Hans Jochen Pretsch     |
| 2003–2014 | Ludwig Biewer           |
| 2014–2024 | Elke von Boeselager     |
| seit 2024 | Martin Kröger           |